# Almeirão
O almeirão (Cichorium intybus intybus) é uma variedade de chicória-comum, da família das Asteraceae. Muito semelhante às outras chicórias-comuns, delas se diferencia por possuir folhas mais alongadas, mais estreitas, recobertas por pelos e com sabor amargo mais pronunciado.
O seu berço é a Europa mediterrânea e a família é a asteraceae, a mesma do dente-de-leão, da alface e da serralha. Em Itália, os seus nomes radicchio e cicòria aplicam-se às chicórias em geral (endívia, escarolas e almeirão). É também chamada chicória amarga, chicória selvagem ou radice. A confusão dos nomes vem do seguinte: o almeirão (Chicorium intybus I.) pertence ao género da Chicória (Chicorium) e à espécie da catalónia, ambos são variantes de c.intybus.
A amargura que caracteriza esta verdura é acusada pelas substâncias na seiva e deu origem à crença nas suas virtudes medicinais: diurético, estimulante do apetite e hepatoprotector. Antigamente em Roma, era usado quase que exclusivamente como medicamento. No século XIV começou a ser utilizado como alimento. As suas folhas jovens e alongadas crescem junto ao solo. A planta, ao amadurecer, dá origem a flores azuis ou brancas. Entre as variedades, a mais conhecida é a folha-larga, que produz folhas vigorosas e de cor verde-claro. Outra variedade tem também folhas largas e são amareladas na parte inferior.
A variedade roxa é mais suave ao paladar. Pode ser servida em saladas, utilizando as folhas inteiras, temperadas com sal, azeite, vinagre ou sumo de limão e misturadas com bacon frito. A salada de almeirão cortado em juliana fina e feijão frade ainda morno leva tempero de cebola picada, sal, azeite, vinagre ou sumo de limão.

Serve-se com peixe frito depois de passado por farinha de milho. O almeirão pode ainda ser refogado, usado em sopas, arroz ou feijão e para complementar bolinhos de batata.